# 1296
Évszázadok: 12. század – 13. század – 14. század
Évtizedek: 1240-es évek – 1250-es évek – 1260-as évek – 1270-es évek – 1280-as évek – 1290-es évek – 1300-as évek – 1310-es évek – 1320-as évek – 1330-as évek – 1340-es évek
Évek: 1291 – 1292 – 1293 – 1294 –  1295 – 1296 – 1297 – 1298 – 1299 – 1300 – 1301

## Események

### Határozott dátumú események
- január 15. – Igazságos Jakab szicíliai király lemond a trónról fivére, II. Frigyes javára. (Frigyes 1337-ig uralkodik, Jakab még 1327-ig uralkodik Aragóniában.)
- április 27. – A dunbari csata, amelyben az angol sereg legyőzi a skótokat (I. Eduárd angol király Skócia királya lesz.)
- október 6. – Ala ad-Dín Hildzsi trónra lépése a Delhi Szultanátusban.

### Határozatlan dátumú események
- III. András király hatalma megszilárdítása érdekében Habsburg Albert lányát, Ágnest veszi feleségül.
- VIII. Bonifác pápa kiadja a Clericis Laicos kezdetű bulláját, amely azonnali kiközösítés terhe mellett megtiltotta a papság bármilyen, kifejezett pápai engedély nélküli megadóztatását.[1]
- Albert osztrák herceg jelentős kiváltságokat ad Bécs városának.[2]

## Születések
- az év folyamán (vagy 1292-ben) –VI. Ióannész bizánci császár (†  1383)

## Halálozások
- február 8. – II. Przemysł lengyel király (* 1257)
- május 19. – V. Celesztin pápa (*  1215)